# Gobryas II.
Gobryas II. (altpersisch Gaubaruva, babylonisch Gubaru, elamisch Kambarma; * vor 551 v. Chr.) war von 535 bis etwa 522/521 v. Chr. Satrap von „Babylon und der Transeuphratene“.

## Leben
Gobryas II. wurde drei Jahre nach der Eroberung Babylons von Kyros II. zum Statthalter von „Babylonien und der Transeuphratene“ ernannt. Viele babylonische Texte erwähnen seine Beteiligung an wirtschaftlichen, aber auch politischen Angelegenheiten.
Gobryas II. scheint große Vollmachten bei Gerichtsprozessen besessen zu haben, da in Keilschrifttexten mehrmals die „Strafe des Gubaru“ erwähnt wird. So griff er auch in den Streit zwischen dem Tempel Eanna und der Stadt Uruk ein, während dies früher wegen des Selbstverwaltungsrechts babylonischer Tempel nicht möglich gewesen wäre. Seine Teilnahme an Handelsgeschäften in Sippar ist ebenfalls belegt. Dass er Kanäle graben und ausbessern ließ, erwähnen nicht nur keilschriftliche Zeugnisse, sondern wusste noch Plinius der Ältere zu berichten. Dieser Autor erzählt, dass Gobryas II. die Kanäle zum Schutz vor Überschwemmungen des Euphrat anlegte. Die Funktion des Statthalters von Babylon und Eber-Nari übte Gobryas II. bis etwa 522 v. Chr. aus, ab 521 ist Hystanes als sein Nachfolger bezeugt.
Gobryas II. hatte einen Sohn namens Nabûgu, der während der Regierung des Kambyses II. bezeugt ist und seinen Vater offenbar in der Stellung eines höheren Regierungsbeamten unterstützte.